# Kenny O'Dell
Kenny O'Dell, född som Kenneth Guy Gist Jr. den 21 juni 1944 i Antlers i Oklahoma, död 27 mars 2018 i Cool Springs i Tennessee, var en amerikansk countrysångare och låtskrivare som tilldelades flera utmärkelser. Han blev känd för att ha skrivit hitsinglarna "Behind Closed Doors" och "Mama He's Crazy".

## Diskografi
Album
- 1968 – Beautiful People
- 1974 – Kenny O'Dell
- 1978 – Let's Shake Hands and Come Out Lovin'

Singlar
- 1962 – "Old Time Love"
- 1967 – "Beautiful People"
- 1968 – "Springfield Plane"
- 1968 – "Happy with You"
- 1968 – "Bless Your Little Heart"
- 1970 – "If I Was a Rambler"
- 1971 – "Jubal"
- 1972 – "Why Don't We Go Somewhere and Love"
- 1972 – "Lizzie and the Rainman"
- 1973 – "Rock and Roll Man"
- 1974 – "You Bet Your Sweet, Sweet Love"
- 1974 – "I'll Find Another Way (To Say I Love You)"
- 1975 – "Soulful Woman"
- 1975 – "My Honky Tonk Ways"
- 1975 – "I Can't Think When You're Doin' "
- 1978 – "Let's Shake Hands and Come Out Lovin' "
- 1978 – "As Long as I Can Wake Up in Your Arms"
- 1979 – "Medicine Woman"

## Utmärkelser
- 1973 – Grammy / Best Country Song / "Behind Closed Doors"[2][3]
- 1973 – CMA / Song of the Year / "Behind Closed Doors"[3][4]
- 1973 – CMA / Single of the Year / "Behind Closed Doors"[3][4]
- 1973 – ACM / Song of the Year / "Behind Closed Doors"[3][5]
- 1973 – ACM / Single of the Year / "Behind Closed Doors"[3][5]
- 1984 – NSAI / Songwriter of the Year[3]
- 1984 – NSAI / Song of the Year / "Mama He's Crazy"[3]
- 1985 – BMI / Country Song of the Year / "Mama He's Crazy"[3]